# Hubble Deep Field South

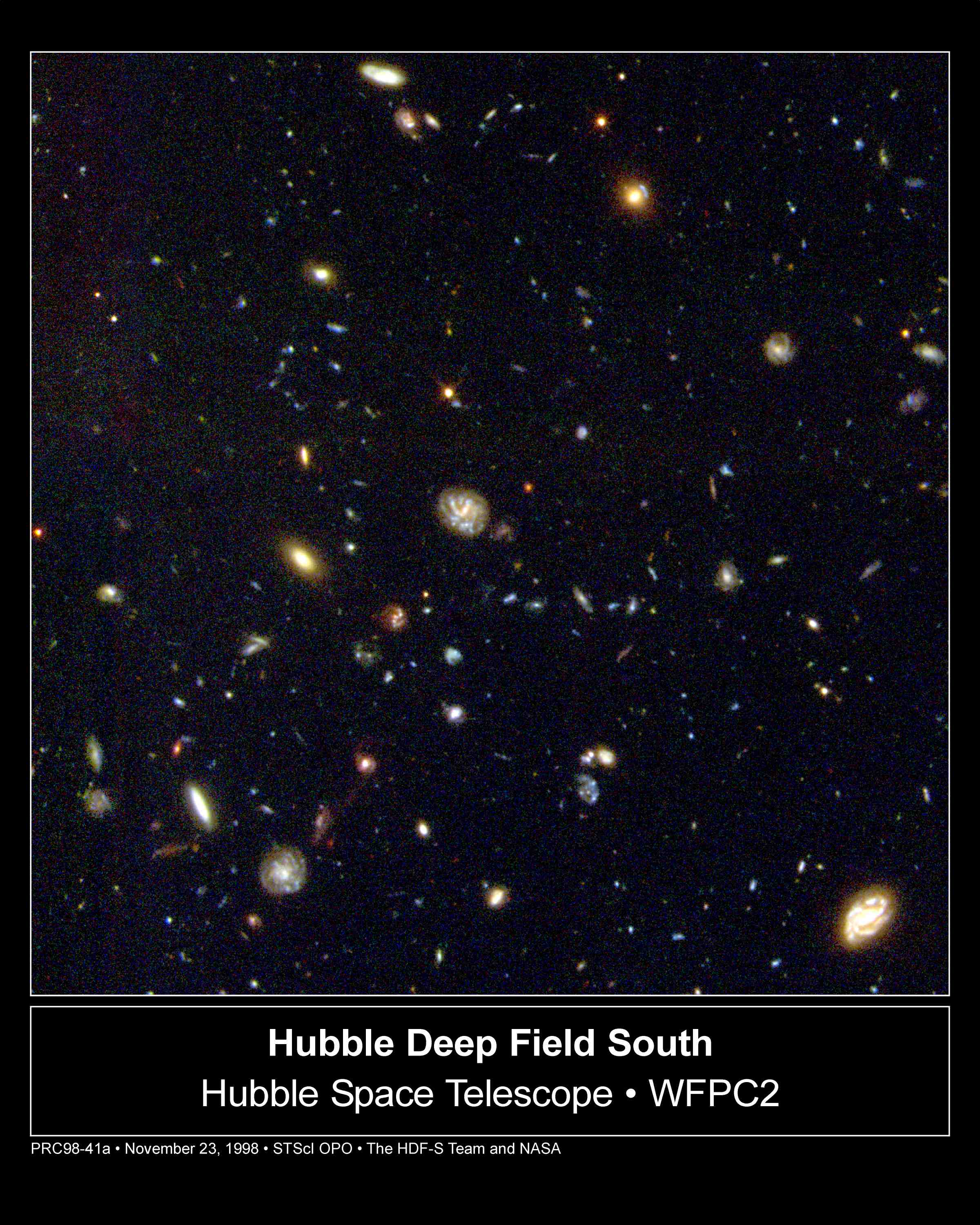
Hubble Deep Field South

Hubble Deep Field South — объединённое изображение, состоящее из нескольких сотен отдельных изображений, полученных с помощью камеры: Широкоугольной и планетарной камеры 2, установленной на космическом телескопе «Хаббл». Наблюдения велись в сентябре и октябре 1998 года. Это изображение было получено после Hubble Deep Field. В то время как с помощью WFPC2 получали оптические изображения, производились наблюдения соседних областей с помощью регистрирующего спектрографа и мульти-объектного спектрометра ближнего инфракрасного диапазона.

## Планирование
Обоснование создания ещё одного изображения глубокого поля состояло в том, чтобы обеспечить обсерватории в южном полушарии таким же глубоким оптическим изображением далекой Вселенной, как и обсерватории в северном полушарии.
Была выбрана область в созвездии Тукана с прямым восхождением 22ч 32м 56.22с и склонением −60° 33′ 02.69″. Как и в случае с оригинальным изображением Hubble Deep Field (далее 'HDF-N'), была выбрана область неба вдали от плоскости диска Млечного Пути, содержащей большое количество поглощающей материи. Также выбранная область неба должна содержать как можно меньше звёзд галактики. Однако, выбранная область оказалась всё же ближе к HDF-N, что означает несколько большее число звёзд галактики. Также неподалёку находится довольно яркая звезда и умеренно яркий радиоисточник. Но было принято решение, что эти недостатки не помешают последующим наблюдениям.
Как и в случае с HDF-N, участок неба расположен в Hubble’s Continuous Viewing Zone (CVZ), области непрерывного наблюдения телескопа Хаббл, но на сей раз на юге, что позволяет наблюдать в этой области вдвое дольше по сравнению с другими наблюдениями за орбитальный период. В определённые времена года телескоп может вести наблюдения в этой области непрерывно, при этом область не закрывается Землёй. Наблюдения этого участка всё же связаны с некоторыми проблемами вследствие прохождения через Бразильскую магнитную аномалию и из-за наличия рассеянного света Земли в дневные часы.
Участок неба наблюдался в течение короткого времени 30 и 31 октября 1997 года для того, чтобы убедиться в приемлемости гидирующих звёзд в поле; такие звёзды должны помочь телескопу сохранять точное направление на область неба в течение необходимого времени.

## Наблюдения
Стратегия наблюдений поля HDF-S сходна со сценарием наблюдения HDF-N, для получения изображений на WFPC2 использовались те же оптические фильтры (выделяющие области на длинах волн 300, 450, 606 и 814 нанометров), и похожие времена экспозиции. Наблюдения проводились в течение более 10 дней в сентябре и октябре 1998 года, что составило 150 орбитальных периодов. Полная экспозиция составила более 1,3 миллиона секунд. WFPC2 получала очень глубокие оптические изображения, при этом область неба наблюдалась и спектрографом STIS и спектрометром NICMOS. Несколько полей по сторонам основного наблюдались в течение короткого времени.
Изображение WFPC2 занимает 5.3 квадратных угловых минут, NICMOS и STIS дают изображения размером 0,7 квадратной угловой минуты.
| Камера        | Фильтр   | Длина волны        | Полное время экспозиции | Число экспозиций |
| ------------- | -------- | ------------------ | ----------------------- | ---------------- |
| WFPC2         | F300W    | 300 нм (полоса U)  | 140400 c                | 106              |
| WFPC2         | F450W    | 450 нм (полоса B)  | 103500 c                | 67               |
| WFPC2         | F606W    | 606 нм (полоса V)  | 99300 c                 | 53               |
| WFPC2         | F814W    | 814 нм (полоса I)  | 113900 c                | 57               |
| NICMOS NIC3   | F110W    | 1100 нм (полоса J) | 162600 c                | 142              |
| NICMOS NIC3   | F160W    | 1600 нм (полоса H) | 171200 c                | 150              |
| NICMOS NIC3   | F222M    | 2220 нм (полоса K) | 105000 c                | 102              |
| STIS          | 50CCD    | 350-950 нм         | 155600 c                | 67               |
| STIS          | F28X50LP | 550-960 нм         | 49800 c                 | 64               |
| STIS          | MIRFUV   | 150-170 нм         | 52100 c                 | 25               |
| STIS          | MIRNUV   | 160-320 нм         | 22600 c                 | 12               |
| Спектроскопия | G430M    | 302.2-356.6 нм     | 57100 c                 | 61               |
| Спектроскопия | G140L    | 115-173 нм         | 18500 c                 | 8                |
| Спектроскопия | E230M    | 227.8-312 нм       | 151100 c                | 69               |
| Спектроскопия | G230L    | 157-318 нм         | 18400 c                 | 12               |

Как и с изображением HDF-N, снимки были получены с помощью особой техники наблюдений, причём между экспозициями направление телескопа менялось на малый угол, а полученные изображения обрабатывались сложными алгоритмами для получения высокого углового разрешения. В течение спектроскопических наблюдений инструмент STIS был направлен на центральный квазар. Итоговое изображение HDF-S имело масштаб 0.0398 угловых секунд в пикселе.

## Объекты
Космологический принцип утверждает, что на больших масштабах Вселенная однородна и изотропна, то есть выглядит одинаково во всех направлениях. При этом изображение HDF-S должно напоминать снимок HDF-N, в целом это верно, видны галактики того же диапазона цветов и форм, как и на HDF-N, количество галактик тоже почти одинаковое.
Различие между полями состоит в том, что HDF-S содержит известный квазар с красным смещением 2.24, J2233-606, открытый в ходе поиска таких объектов в поле. Квазар позволяет исследовать газ вдоль луча зрения, на котором также находятся близкие звёзды. Первоначально предполагалось включить квазар и в поле HDF-N, но в итоге от идеи отказались, поскольку повышенное количество галактик рядом с квазаром могло внести искажения в общие подсчёты числа галактик. Поскольку число галактик в поле HDF-N уже известно, то для HDF-S можно скорректировать подсчёты из-за влияния окружения квазара.

## Научные результаты
Как и HDF-N, HDF-S позволил получить много информации в области космологии. Многие исследования данных HDF-S подтвердили результаты изучения HDF-N, такие как оценки темпа звездообразования во Вселенной. The HDF-S также используется для изучения эволюции галактик.